# Magellan-Südbuche
Die Magellan-Südbuche (Nothofagus betuloides), auch Guindo genannt, ist eine Pflanzenart aus der Gattung der Südbuchen (Nothofagus) in der Familie der Scheinbuchengewächse (Nothofagaceae). Sie ist im südlichen Südamerika beheimatet. Nothofagus betuloides ist in Mitteleuropa nicht winterhart.

## Beschreibung

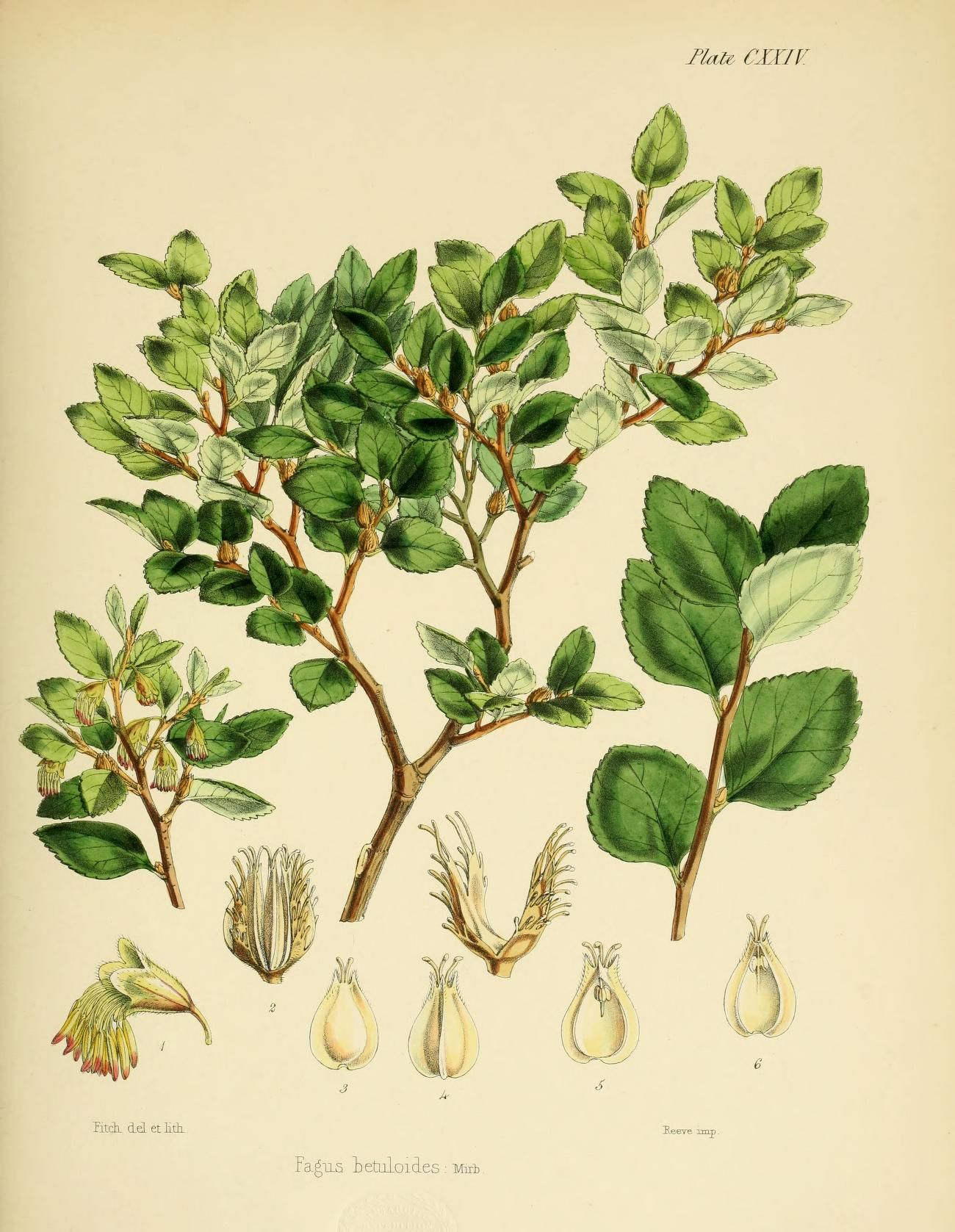
Illustration

### Erscheinungsbild und Blatt
Nothofagus betuloides wächst meist als immergrüner Baum, der Wuchshöhen von bis über 30 und Stammdurchmesser von etwa 1,5 oder selten bis über 2 Meter erreicht. Die rissige Borke ist grau. Der Baum kann über 600 Jahre alt werden. Manchmal wächst die Art aber nur als kleiner Strauch.
Die wechselständig am Zweig angeordneten Laubblätter besitzen einen 3 bis 8 mm langen Blattstiel. Die einfache, dickledrige, kahle oder leicht flaumig behaarte Blattspreite ist mit einer Länge von 0,5 bis 2,5 cm eiförmig, dreieckig bis elliptisch, spitz bis stumpf und drüsig punktiert. Der Blattrand ist grob regelmäßig gesägt, gezähnt. Es sind schildförmige Nebenblätter vorhanden.

### Blütenstand und Blüte
Nothofagus betuloides ist einhäusig gemischtgeschlechtig (monözisch). Die eingeschlechtlichen Blüten erscheinen achselständig. Die 4 bis 4,5 mm langen, männlichen Blüten besitzen fünf bis sieben becherförmig verwachsene Blütenhüllblätter, die kahl oder etwas flaumig behaart sind. Die Blüten stehen einzeln und besitzen 10 bis 16 fertile Staubblätter mit rötlichen Staubbeuteln. Drei weibliche Blüten stehen in einem dichasialen Blütenstand zusammen und sind von verschiedenen, fransigen Deckblättern umhüllt. Es sind zwei drei- und eine zweizählige Blüte vorhanden. Die Bestäubung erfolgt über den Wind (Anemophilie). Die Blütezeit reicht von November bis Dezember. Allerdings blüht die Art nicht jedes Jahr.

### Frucht
Drei mit einer Länge von 5 bis 6 mm kleine, gelb-bräunliche, eiförmige und knapp geflügelte Nüsse stehen zusammen, sie werden von einem fransigen, vierteilige Fruchtbecher (Cupula) umgeben. Die Früchte reifen zwischen Januar und Februar.

### Unterscheidung ähnlicher Arten
Diese Art ähnelt der Coihue-Südbuche (Nothofagus dombeyi). Von Nothofagus dombeyi kann Nothofagus betuloides durch die orange-braune Rinde der Zweige und die etwas klebrigen, elliptischen Laubblätter, die am breitesten in der Mitte sind (bei Nothofagus dombeyi unter der Mitte) unterschieden werden. Außerdem ist der Blattrand regelmäßig gekerbt (bei Nothofagus dombeyi sehr ungleich gezähnt).

## Vorkommen
Nothofagus betuloides kommt im südlichen Patagonien in Chile und Argentinien vor. Er gedeiht im subantarktischen Wald und ist im extremen Süden Chiles die häufigste Baumart. Das Verbreitungsgebiet reicht in Chile von Valdivia bis zu den Inseln rund um Kap Hoorn (in den Regionen X bis XII von 40°10' bis 56° S). Ein Exemplar von Nothofagus betuloides auf der Isla Hornos ist bei 55,975°S der südlichste Baum der Welt.

## Systematik
Die Erstbeschreibung dieser Art erfolgte 1827 unter dem Namen Fagus betuloides durch Charles François Brisseau de Mirbel in Mémoires du Muséum d'Histoire Naturelle, 14, S. 469, Tafel 25. 1851 stellte Karl Ludwig von Blume in Museum Botanicum, 1, S. 307 die Gattung Nothofagus auf und manchmal wird diese Veröffentlichung auch verwendet für ein Homonym Nothofagus betuloides (Mirb.) Blume, aber dort ist diese Art nicht erwähnt. Als gültige Erstveröffentlichung des Namens Nothofagus betuloides gilt erst die Veröffentlichung im Jahre 1871 durch Anders Sandøe Ørsted in Kongelige Danske Videnskabernes Selskabs Skrifter – Naturvidenskabelig og Mathematisk Afdeling Ser. V, IX, S. 354. 
Weitere Synonyme für Nothofagus betuloides (Mirb.) Oerst. sind: Betula antarctica G.Forst., Calusparassus betuloides (Mirb.) Hombr. & Jacquinot ex Decne., Calusparassus forsteri (Hook.) Hombr. & Jacquinot ex Decne., Fagus dubia Mirb., Fagus forsteri Hook., Nothofagus patagonica Gand. 
Nothofagus betuloides gehört zur Untergattung Nothofagus aus der Gattung der Nothofagus.

## Nutzung
Das schöne, mittelschwere und recht beständige Holz wird zum Hausbau und Herstellen von Möbeln verwendet.